# Blackfriars Settlement
La Women's University Settlement ou Blackfriars Settlement est une organisation caritative britannique située dans le quartier de Southwark à Londres. Elle a été créée pour améliorer le bien-être des personnes défavorisées.
Initialement fondée en 1887 sous le nom de Women's University Settlement, elle se concentrait alors particulièrement sur les besoins des femmes et des enfants. Elle faisait partie du settlement movement promu par le prêtre anglican Samuel Barnett, qui incitait les jeunes diplômés universitaires à s'installer dans les quartiers les plus pauvres. La Women's Library possède une collection d'archives de documents relatifs à l'organisation.

## Histoire
Le Women's University Settlement est fondée après une conférence d'Henrietta Barnett à la Cambridge Ladies' Discussion Society. Toynbee Hall avait été fondé en 1884, et des étudiantes décidèrent alors de mettre en place un projet similaire. Des représentantes du Girton College et du Newnham College de l'université de Cambridge, ainsi que du Lady Margaret Hall et du Somerville College de l'université d'Oxford, forment la Women's University Association. À sa création, une étudiante de Newnham, Alice Gruner, est nommée responsable des travaux, et l'organisation est basée chez elle au 44 Nelson Square (en), à Southwark. D'autres étudiantes de Newnham impliquées dans l'entreprise comprennent Mary Paley Marshall,, Eleanor Mildred Sidgwick et la fille du Premier ministre, Helen Gladstone. Octavia Hill, qui devient réformatrice du logement et fondatrice du National Trust, en est également une membre active. En 1888, l'association est rebaptisée Women's University Settlement. Gruber démissionne de son poste de directrice et, en 1891, une directrice rémunérée, Margaret Sewell (en), est nommée. En 1895, l'association compte 31 résidents et 61 travailleurs non résidents. Elle organise des clubs d'enfants, des fêtes et des cours de musique et de danse pour les enfants du quartier. Helen Gladstone est directrice au début du XXe siècle,,,. 
En 1912, l'association commence à former des travailleurs sociaux pour exercer ailleurs. Cependant, le manque de financement institutionnel l'oblige à lancer un appel à dons public pour acheter une salle et assurer sa stabilité financière. En 1926, ses activités comprennent une garderie, un club mixte pour enfants garçons et filles, la Southwark Boys' Aid Association, des comités de soins, des exercices de rééducation et des soins légers pour les enfants. Graham Wallas, qui préside l'assemblée générale annuelle de l'organisation, y voit un exemple de la manière dont le travail social est passé de l'amateurisme victorien à une activité professionnelle fondée sur des principes scientifiques. Wyndham Deedes (en) fait état d'une croissance continue lors de l'assemblée générale annuelle de 1929 : une école d'infirmières, un service de vente de vêtements et un service d'aide juridique ont été créés, et le nombre d'enfants pris en charge par le service de protection de la petite enfance a atteint 1 200. 
En 1961, le nom de l'association est changé en Blackfriars Settlement en raison de l'implication des hommes et pour être plus inclusif dans la participation de la communauté locale.
L'organisation emménage en 1992 dans le bâtiment de Rushworth Street, construit à cet effet pour remplacer une maison de ville géorgienne délabrée. Ce bâtiment est devenu obsolète en raison de fuites dans son toit plat. Blackfriars a donc loué des locaux sur Suffolk Street pendant les travaux de rénovation. 
La baronne Margaret Wheeler, qui dirige Unison et siège à la Chambre des Lords, est la fiduciaire et la présidente de l'organisation jusqu'à la fusion en 2018. 
En 2010, l'organisation installe son siège social à Great Suffolk Street (en). Les travailleurs de la gare voisine de Blackfriars font un don à l'association caritative. L'organisation emménage dans sa nouvelle propriété spécialement construite sur le site de Rushworth Street en 2012.
Le prêtre anglican Mark Beach (en) en devient directeur en 2015, succédant à Julie Corbett-Bird. Il quitte ses fonctions en 2018. 
En mai 2018, après une période financière difficile, Blackfriars Settlement fusionne avec Mary Ward Settlement (en). Elle demeure malgré tout une association caritative distincte, mais est une filiale à 100 % de Mary Ward Settlement. En 2019, l'organisation reçoit un financement pour des cafés éphémères.